# Issoria attenuata
Issoria attenuata är en fjärilsart som beskrevs av De Sagarra 1926. Issoria attenuata ingår i släktet Issoria och familjen praktfjärilar. Inga underarter finns listade i Catalogue of Life.